# Danitsa
Danitsa (* 1. Dezember 1994 in Paris, Frankreich als Shanna Danitsa Nurkic) ist eine Schweizer Sängerin, Produzentin, Songwriterin im Hip-Hop, Reggae, Soul, Funk, New Soul und Trap.

## Leben
Danitsa wurde in Paris in eine Familie geboren, in der Musik immer eine grosse Rolle spielte. Im Alter von zehn Jahren begann sie auf den Werken ihres Vaters, einem Liebhaber von Jamaika und Reggae, zu singen. Durch ihre Mutter entdeckte sie Soul, Funk und Hip-Hop.
Sie lebt in Genf.

## Karriere
Im Jahr 2008 zog Danitsa nach Genf und lernte das Kollektiv Little Lion Sound kennen, mit welchem sie Dubplates aufnimmt. Nach einigen Konzerten veröffentlichte sie ihr erstes Mixtape Five Flags, auf dem der Rapper Di-Meh, Mitglied der Superwak Clique, zu finden ist. Ihr zweites Projekt, die EP Breakfast, wurde 2015 produziert, einem von Darryl Zeuja  von der französischen Hip-Hop-Gruppe 1995 gegründeten Label.
2016 bildete Danita mit sieben Musikern eine Band. Dabei entstand innert einer Woche die EP namens Shelter im L’Abri, in Genf. Im Jahr 2017 wurde Danitsa für die Victoires du Reggae Awards in der Kategorie „Revelation of the Year“ nominiert. Ende 2017 veröffentlichte sie ihr erstes Album EGO. Das Album erhielt nationales Radio Airplay und brachte ihr 2018 den Swiss Music Award (Best Act Romandie) ein. Es folgte eine Tournee mit mehr als hundert Auftritten in der Schweiz, Frankreich, Belgien, Spanien, den Niederlanden und den USA.
Sie spielte u. a. für Ibeyi (FR), Lady Leshurr (UK), Cosmo Pyke (UK), Princess Nokia (US), Nadia Rose (UK), Queen Ifrica (JA), Caballero & Jean Jass (BE), Neg Marrons (FR), Coely (BE) und Maverick Sabre.

## Diskografie

### Studioalben
| Jahr | Titel Musiklabel     | Höchstplatzierung, Gesamtwochen, AuszeichnungChartsChartplatzierungen (Jahr, Titel, Musiklabel, Platzierungen, Wochen, Auszeichnungen, Anmerkungen) | Anmerkungen                             |
| Jahr | Titel Musiklabel     | CH | Anmerkungen                             |
| ---- | -------------------- | --- | --------------------------------------- |
| 2017 | Ego Evidence Music   | CH—CH | Erstveröffentlichung: 24. November 2017 |
| 2021 | Sycle Island Records | CH59 (1 Wo.)CH | Erstveröffentlichung: 26. November 2021 |

### EPs
- 2015: Breakfast
- 2016: Belly In Ska (mit Skankytone)

### Singles
| Jahr | Titel Album | Höchstplatzierung, Gesamtwochen, AuszeichnungChartsChartplatzierungen (Jahr, Titel, Album, Platzierungen, Wochen, Auszeichnungen, Anmerkungen) | Anmerkungen                             |
| Jahr | Titel Album | CH | Anmerkungen                             |
| ---- | ----------- | --- | --------------------------------------- |
| 2017 | Captain –   | CH54 (7 Wo.)CH | Erstveröffentlichung: 24. November 2017 |

### Weitere Singles
- 2013: Boom Boom
- 2016: Alright
- 2016: Shelter (Live)
- 2017: Remember Me
- 2017: Bachata
- 2018: No One (mit Ozadya und YTProd)
- 2019: Mr. Business
- 2020: Secret Emotions
- 2021: Let Go
- 2021: Ova (mit Emiz)
- 2021: Say Some
- 2021: Ready Now
- 2021: Dos Casse

### Weitere Veröffentlichungen
- 2013: Sound System (mit Benj)
- 2013: En douceur (mit XLR)
- 2016: Bottle (mit Lipka)
- 2018: Ndombolo n03 (mit King Doudou)
- 2018: On My Way (mit Miles Singleton, Dylan.Negativ)

## Auszeichnungen und Nominierungen

### Erhaltene Auszeichnungen
- 2018: Swiss Music Awards – in der Kategorie: "Best Act Romandie"[4]
- 2022: Swiss Music Awards – in der Kategorie: "Best Act Romandie"[5]

### Nominierungen
- 2017: Victoires du Reggae Awards – in der Kategorie: "Newcomer des Jahres"[6]